# Matijs Dierickx
Matijs Dierickx (* 18. November 1991) ist ein belgischer Badmintonspieler. 

## Karriere
Matijs Dierickx wurde 2009 und 2010 belgischer Juniorenmeister im Herrendoppel, 2009 zusätzlich auch im Herreneinzel. 2010 wurde er flämischer Meister im Herrendoppel, 2011 erstmals nationaler Titelträger im Doppel mit Freek Golinski. Beide starteten gemeinsam auch bei der Badminton-Weltmeisterschaft 2011, schieden dort jedoch schon in der ersten Runde aus.
Dierickx spielt in Deutschland für den BV Wesel Rot-Weiss in der 2. Badminton-Bundesliga.